# Atanasio IV Jawhar
Atanasio IV, nato Michel Jawhar (Damasco, 18 settembre 1733 – 2 dicembre 1794), è stato eparca di Sidone e quarto patriarca della Chiesa melchita.

## Biografia
Michel Jawhar nacque a Damasco il 18 settembre 1733; era il pronipote del patriarca Cirillo VI Tanas. Entrò nell'Ordine Basiliano Salvatoriano prendendo il nome religioso di Ignazio. Nel 1759 Cirillo VI, anziano e malato, scelse Jawhar come suo successore, anche se Jawhar non era ancora sacerdote. Questi lasciò allora il suo monastero senza il permesso del superiore, e fu ordinato sacerdote. Il patriarca convocò un sinodo dei vescovi melchiti il 30 luglio 1759, dove rassegnò le dimissioni; Jawhar riuscì ad essere eletto patriarca ed assunse il nome di Atanasio. Fu consacrato vescovo il giorno successivo, 31 luglio, da Cirillo VI, che morì pochi mesi dopo, il 10 gennaio 1760.
L'elezione di Jawhar fu sostenuta dai vescovi dell'Ordine Salvatoriano (sia Cirillo VI che Jawhar erano Salvatoriani), ma venne contestata dai vescovi appartenenti all'altro ordine melchita, quello dei Basiliani Soariti, che consideravano l'elezione nulla, in quanto Jawhar non aveva l'età prevista dalla tradizione melchita per essere consacrato vescovo (26 anni). Roma, ignara che la nomina di un nipote era una consuetudine in uso nella Chiesa melchita prima dell'unione con Roma, non confermò né l'abdicazione di Cirillo VI né di conseguenza l'elezione di Jawhar ed il 1º agosto 1760 nominò patriarca al suo posto il soarita Massimo II Hakim.
Gli scontri per il patriarcato tra l'antipatriarca Jawhar ed il patriarca Massimo II Hakim (e più tardi Teodosio V Dahan) sono dovuti principalmente alla contrapposizione tra i due ordini religiosi, i Salvatoriani e i Soariti, e tra le due comunità dove maggiormente venivano reclutati i membri, ossia, Damasco per i Salvatoriani e Aleppo per i Soariti.
Jawhar non si sottomise al patriarca Massimo II ed inevitabili furono le reciproche scomuniche: Jawhar fu scomunicato da Massimo II il 1º agosto 1761. Jawhar non accettò nemmeno l'elezione di Teodosio V Dahan, che venne eletto poco dopo per la prematura morte di Massimo II; e di sua iniziativa consacrò due vescovi, prerogativa che, nella tradizione melchita, era propria del legittimo patriarca. Inoltre, per sostenere le proprie tesi, si appellò alla Santa Sede e lui stesso si recò a Roma, nel marzo 1762. Il papa tuttavia confermò l'elezione di Teodosio Dahan, cosa che fu ripetuta da un sinodo melchita il 23 dicembre 1763. I Salvatoriani non si sottomisero alle decisioni romane, e procedettero ad altre tre ordinazioni episcopali (tra cui quella del futuro patriarca Francesco Siage). Il 13 febbraio 1764 un sinodo melchita raggiunse un compromesso: Jawhar fu nominato arcieparca di Sidone, mentre Teodosio Dahan rimaneva unico titolare del patriarcato. La Santa Sede confermò definitivamente l'elezione di Teodosio V con la concessione del pallio. Jawhar accettò queste decisioni, fu confermato da Roma sulla sede di Sidone e nell'agosto del 1764 ritornò in Libano. Ma una volta ritornato in Patria rinnovò le sue pretese ed il 5 febbraio 1765 i suoi partigiani lo elessero nuovamente patriarca; questa volta subì da Roma la scomunica latae sententiae, l'11 settembre 1765, con tutti i suoi sostenitori (vescovi e laici). Ma fu proprio questa scomunica ad alienargli la maggior parte dei suoi sostenitori; così Jawhar, con altri quattro vescovi ribelli, nel 1768 si sottomisero al patriarca Teodosio: la scomunica fu allora revocata.
Ignatios Jawhar fu infine eletto patriarca melchita il 5 maggio 1788 dopo la morte di Teodosio V Dahan e fu confermato dalla Santa Sede il 30 marzo 1789. Il 30 giugno 1790 ricevette solennemente il pallio.
Uno degli atti principali del nuovo patriarca fu quello di indire un sinodo nazionale, su ordine di Propaganda Fide, per sanare le divisioni e le discordie interne della Chiesa melchita. Il sinodo venne celebrato nel settembre del 1790 e pose le basi per un diritto canonico della Chiesa melchita.
Atanasio IV Jawhar morì il 2 dicembre 1794.

## Genealogia episcopale
La genealogia episcopale è:
- Vescovo Filoteo di Homs
- Patriarca Eutimio III di Chios
- Patriarca Macario III Zaim
- Vescovo Leonzio di Saidnaia
- Patriarca Atanasio III Dabbas
- Vescovo Néophytos Nasri
- Patriarca Cirillo VI Tanas
- Patriarca Atanasio IV Jawhar, B.S.